# 李·史密斯
李·阿瑟·史密斯（英語：Lee Arthur Smith，1957年12月4日—），為美國職棒大聯盟的退休球員，是一位後援投手，在1980年到1997年間分別效勞過8支球隊。史密斯被巴克·歐尼爾（Buck O'Neil）發掘，並在1975年選秀會被芝加哥小熊隊挑中；他生涯的18個球季中，最長的時間就是待在芝加哥小熊，共待了8個球季。史密斯在棒球歷史上，是最具統治力的終結者之一；他是在1993至2006年期間生涯救援成功的保持人，直到於2006年9月24日被聖地牙哥教士隊的後援投手崔佛·霍夫曼以479次超越。史密斯最令人生畏的就是在投手丘的6英呎6英吋（1.98米）、265磅（120公斤）的身軀以及95英里／小時（150公里／小時）的快速球。
在1991年，史密斯於國家聯盟的聖路易紅雀隊創下了單季47次救援成功，且在賽揚獎票選第二，這是他第二次取得國家聯盟的單季救援成功的首位；之後他於1994年巴爾的摩金鶯隊又獲得了該球季全美國聯盟的最多救援成功。史密斯也是大聯盟生涯完成比賽（802次）的紀錄保持人，他在退休時生涯投手出賽1022場的也是當時史上第三的。史密斯也創下了小熊隊的隊史救援成功紀錄（180次）、紅雀隊的隊史救援成功紀錄（160次，於2006年打破）。
自2003年以來史密斯也一直是棒球名人堂的候選人之一，但是他的得票率大多在37－45%之間，離75%的通過門檻還有段差距。在職業球員生涯結束後，他曾任舊金山巨人隊小聯盟系統的投手教練，也曾於2006年被臨時徵調擔任世界棒球經典賽的南非棒球代表隊投手教練。

## 早期生涯
李·史密斯出生於路易西安那州的什里夫波特，之後遷到了邊維爾縣的小鎮卡斯特。巴克·歐尼爾發掘網羅了他；17歲時，由於部分受到了歐尼爾的推薦，史密斯於1975年第二輪28順位選秀進入了芝加哥小熊隊。史密斯的職業生涯開始其實是位先發投手，1978年在小聯盟2A的中土市愛石者隊，但自責分率接近6.00，指導教練蘭迪·亨德利將他轉入牛棚，史密斯反抗這樣的調度並短暫的嘗試到西北州立大學打大學籃球。在小熊前外野手比利·威廉姆斯的指示下，史密斯在1979年重回到原隊並擔任後援投手。之後史密斯表現的很不錯，於1980年晉升了小聯盟3A。正當大聯盟的芝加哥小熊隊缺少了球賽最後一道防線的投手時，史密斯於該季9月進入了大聯盟。

## 芝加哥小熊（1980年－1987年）
史密斯的生涯初登板是在1980年9月1日，對上亞特蘭大勇士的比賽，他接替了先發投手丹尼斯·藍普的投球，史密斯投了一局、無安打、一次三振、兩次保送。史密斯完成了該季，但小熊成績卻是分區墊底。1981年，史密斯重回了大聯盟，並主要擔任中繼投手，由於1981年美國職棒罷工，史密斯的投球並不多，該季自責分率為3.51。
小熊隊的終結者迪克·提卓於1981年的表現3勝10負，5.06的自責分率，所以1982年由史密斯、威利·埃爾南德斯和比爾·坎貝爾共同擔任終結者這個職位，史密斯的表現不錯，甚至超越他於六月中到七月初的先發成績。值得一提的是，小熊隊前明星投手費格遜·詹金斯於1982年回到隊中，並對年輕後援投手有很大的影響力，史密斯從詹金斯學習到簡化投球動作；他介紹史密斯滑球和指叉球，並教史密斯如何解決打者，在史密斯生涯最後一場先發，史密斯從名人堂投手菲爾·尼可羅打出生涯第一支安打－全壘打史密斯生涯只有兩支一壘安打。他救援成功17場，也是小熊隊最穩定的終結者，而終結者的職位他接了接下來的五年。
1983年，史密斯有著生涯最棒的賽季之一，5月6日，他出賽十場比賽沒有任何失分，只被打出三支安打且三振12位打者，他於五月底的自責分率為1.85，但在六月時降到1.15。史密斯第一次入選了明星賽，但並沒表現好，在最後失了兩分讓美國聯盟以13比3擊敗國家聯盟。雖然小熊隊持續輸球，史密斯完成了生涯最佳的1.65自責分率－比聯盟平均自責分率低了2以上，和生涯最佳的1.074WHIP值，同時有領先國家聯盟的29次救援成功與56場完成比賽。他於國聯賽揚獎票選得到一分、國聯最有價值球員票選得到了八分。
1984年是小熊隊有史密斯時最好的球季，小熊隊在球季結束有著聯盟最好的戰績，且是自1945年來第一次進入到季後賽。雖然他生涯第一次救援成功達到30次以上，但史密斯的自責分率卻是10年來最差的一次。在1984年國家聯盟冠軍賽第二戰，史密斯讓兩位打者出局並完成救援成功，小熊隊總比分以2－0在系列戰中領先了聖地牙哥教士，只差一勝便可晉級世界大賽。在第四戰，雙方比數於八局下半為平手，在第八局無失分並於九局下半三振第一位打者後，史密斯被東尼·葛溫打出安打，且接下來又被史蒂夫·賈維打出全壘打而輸球，必須進入到第五戰。小熊隊於第五戰原本領先，但到第七局被教士打下四分，進而逆轉系列賽讓教士隊進入世界大賽。
1985年，史密斯首次進入了後援投手的三振王後選，他在這一年的平均每九局平均三振打者數為10.32次，比去年的平均8次三振提升了許多。球季結束後，他在僅僅97.2局的投球中，就有著生涯新高的112次三振。但同時，原本領先的小熊對卻從6月12日到6月25日連輸了13場球賽，而成績最終無法挽回。
史密斯在1985年－1987年，年年都超過了30次的救援成功，但小熊仍沒好的表現。1987年，史密斯生涯第二度入選了明星賽，正當明星賽進入到延長加賽時，史密斯投了10、11、12局並三振四名打者，國聯明星隊於13局拿下2分，讓史密斯獲得了明星賽的勝投。
史密斯於1987年拿下30次救援成功，並成為史上第二位投手（第一位為丹·奎森貝利），連續四個球季拿下30次以上的救援成功，至此之後，他成為了比賽中最令人害怕的後援投手。一位球員於《Baseball Confidential》對作家布魯斯·納許和阿蘭·朱羅說到，在大聯盟中最令人膽怯的是史密斯在瑞格利球場丟出「從暗中放出來的純瓦斯」，且在暗中從來沒有亮過。
謠傳說因為史密斯的膝蓋問題及體重問題，而要求轉出小熊隊。於12月8日，小熊隊隊史救援成功的保持人－史密斯，被交易到了波士頓紅襪隊並換取了投手AI·尼珀和卡爾文·希拉迪。尼珀僅在大聯盟出賽144場，希拉迪則在30歲離開棒球；史密斯則在交易後的期間有將近300次的救援成功，然而交易後的史密斯也在八個球季中就換了七支隊伍，這也影響到了他入選棒球名人堂的機會。

## 波士頓紅襪（1988年－1990年）
紅襪隊於1986年世界大賽輸給了紐約大都會隊後，1987年的勝率為.500，其中一個主要原因是紅襪較弱的牛棚，而交易來史密斯就是要彌補這個問題。
儘管在1988年芬威球場的球季開幕日中，史密斯被擊出了再見全壘打，但球季結束後史密斯投出了五年來最佳的自責分率。紅襪隊在美國聯盟東部分區中有很好的命運；在九月，他們追過了底特律老虎隊並領先所有東部分區的球隊，也為史密斯帶來生涯第二個季後賽。於1988年美國聯盟冠軍賽第二戰對上奧克蘭運動家，史密斯在第九局平手時而被打了三支一壘安打，包括華特·偉斯的制勝打點。紅襪隊於系列賽0－2落後的情況下來到邁克菲球場，當紅襪隊輸了第三戰後，史密斯於第四戰2比1落後時又被運動家追加二分保險分，運動家最後橫掃紅襪而晉級世界大賽。
史密斯的薪資增加了超過140萬美元，但接下來的1988年球季他的表現中等，自責分率則是五年來最差的。於接下來的七個賽季，史密斯的投球局數也越來越少，但無論如何，他該季的每九局平均三振打者數為12.23次，這也是他四季平均每九局三振打者數超過10次的最後一次
史密斯的數據表現，讓他成為1980年代中令人信服的最佳後援投手，和他最有競爭的是傑夫·瑞登，正當史密斯完成連續四季30次以上救援成功時，瑞登連續五季30次以上的救援成功。史密斯於1989年賽季結束，總救援成功數來到了234次；而瑞登有266次，且是1987年世界大賽明尼蘇達雙城隊的冠軍成員之一。於1989年12月6日，紅襪隊簽下了自由球員瑞登，兩位十年來最具統治性的終結者於同時為紅襪效力，於1990年的4月18日，由瑞登中繼、史密斯救援，而這場比賽的先發投手正是第三位有名的投手－羅傑·克萊門斯。而同時有兩位終結者的紅襪隊，於1990年5月4日將史密斯交易到聖路易紅雀隊換取外野手湯姆·布魯南斯基而宣告結束。

## 聖路易紅雀（1990年－1993年）
與波士頓的初登場一樣，史密斯在紅雀隊的第一場比賽中一局的投球被攻下了二分。但他重新恢復的很快，並於七月的自責分率是 0.00，賽季結束後他於紅雀隊的成績為27次救援成功、2.10的自責分率，但紅雀隊的排名是自1918年來的第一次分區墊底。於1991年，紅雀隊正面的建立了他們的關係，而史密斯累計他救援里程碑；紅雀隊與史密斯簽了雙倍薪水的合約，並平均一年接近280萬美金，史密斯則達成生涯第一次單季40次救援成功於9月28日，他的救援成功數來到45次，平了由布魯斯·沙特於1984年所創造的國家聯盟紀錄（巧合的是，正當沙特和史密斯分別於他的個自的賽季創造45次救援成功時，皆是原本為小熊隊的投手，轉到紅雀隊後面對小熊隊）。史密斯於三天後創造了個人、也是國家聯盟救援成功紀錄的新高，該季結束的救援成功數為47次。另外一點是於1991年的每九局平均保送打者數，史密斯平均僅1.60次的四壞球保送，是他生涯最好的一次。史密斯獲得了生涯第一次的年度最佳救援投手獎，並在聯盟最有價值球員上排第8，也是生涯新高，賽揚獎票選上更是排名第二，僅落後於湯姆·葛拉文。
於1990年代，關於終結者的紀錄改變的非常快，史密斯於1991年剛創造了國家聯盟單季最多救援成功的紀錄，並在1992年也只少四次救援成功而已，可是於接下來的球季蘭迪·邁爾斯打破了史密斯的單季救援成功紀錄。於1992年，史密斯的隊友傑夫·瑞登打破了羅利·菲格爾斯的生涯總救援成功紀錄，然而，史密斯救援成功的紀錄比瑞登快得多，1992年球季結束後的生涯救援成功數僅差不遠。1993年球季開始後的兩週，史密斯正式超越了瑞登的生涯358次救援成功。瑞登在37歲時，整個狀態開始走下坡，史密斯則是在他於1994年退休後繼續前進，在史密斯創下大聯盟紀錄後的隔天，他創造了在國家聯盟的301次救援成功的新紀錄。是密斯於1993年六月創下單月15次救援成功，是單月最多救援成功的直路，而約翰·維特蘭與查德·可德羅分別在1996年6月、2005年6月平了此紀錄他僅花83場比賽就創造了30次救援成功，平了巴比·西格潘於1990年所創造的最早投手達到30次救援成功（艾瑞克·蓋尼耶於2002年打破此紀錄）。到了8月，史密斯創下單季40次救援成功，也是他連續3年有40次救援成功，但自責分率則上升到了生涯最差的4.50。但同時，紅雀隊落了同區的費城費城人有10場，而史密斯在球季之後也成為自由球員。於1993年8月31日，紅雀隊把史密斯交易到洋基隊換取小聯盟球員，史密斯也是紅雀隊隊史最多救援成功的球員，直到2006年6月13日才被傑森·艾斯林豪瑟超越。

## 1993年－1997年
正當史密斯加入到洋基時，洋基只落後同區多倫多藍鳥的落後場次僅有1.5場，而史密斯在球季最後一個月的表現及近完美，在八場比賽中，史密斯完全沒讓對手得到任何一分，並救援成功了3場且有11次三振。但洋基接下來沒持續振作，藍鳥隊則成了分區冠軍。史密斯在洋基隊也就只投了那八場比賽，球季結束後成為了自由球員。他與巴爾的摩金鶯隊簽了一年150萬美金的額外合約。
36歲的史密斯，在1994開季的表現非常的好，12場出賽中12次救援成功、自責分率0.00，兩個月後，史密斯的自責分率仍低於1.00，且7月中也保持在2.00以下。史密斯已經在1991年、1992年、1993年（沒有出賽）入選了明星賽，1994年是他第六次的入選。史密斯在美國聯盟領先兩分的情況下於第九局上場救援，但被佛烈·麥格夫打出兩分全壘打而必須進入延長賽，最終美聯於第十局輸球。史密斯接下來的幾個星期表現較差，直到1994年美國職棒大聯盟罷工而結束賽季，他再次成為了自由球員並在罷工持續時與加州天使簽了兩年超過250萬美金的合約。
1995年，史密斯在4月28日至6月25日的每次出賽均救援成功。6月11日，史密斯連續16場救援成功打破了道格·瓊斯於1998年所創造的大聯盟紀錄；接著在6月28日救援失敗之前，他已將紀錄推進到19場（約翰·維特蘭於次年打破此紀錄並推進到24次）。在開季前兩個月自責分率持續保持在0.00之後，他生涯第七度入選了明星賽，也成為史上第四位球員能在四支不同的隊伍皆能入選明星賽（前三位為沃爾克·庫柏、喬治·凱爾和瑞奇·哥薩奇）。但是史密斯於接下來的一個月表現不佳，自責分率提升到了5.40。同時，原本大幅領先分區與外卡的天使隊，看似可準備打季後賽，卻遇到史上最大的崩盤，在最後六周輸掉分區與外卡。正當天使持續輸球時，史密斯卻回到本季前兩個月的高峰，在兩個月中僅一次救援失敗。賽季結束後他的成績為37次救援成功；3.47的自責分率，則較聯盟平均高1分。
1996年，天使將終結者的位置交給了第二年的菜鳥投手特洛伊·波西瓦。在擔任八場的佈局投手後，史密斯覺得不愉快，所以天使於5月27日將史密斯交易到了辛辛那提紅人隊以換取恰克·馬查爾。但是他到了紅人隊仍然擔任傑夫·布蘭特利的佈局投手，而布蘭特利在該季是他生涯表現最佳的一年。史密斯該季的自責分率略高於聯盟平均值，三振是15年來新低，於是球季結束後他被釋出為自由球員。
蒙特婁博覽會隊以僅僅40萬美金的年薪將史密斯從自由市場簽走，而他在這個球季的表現是歷來最差。他該季最後的一場比賽是7月2日跨聯盟對上另一支加拿大的球隊－多倫多藍鳥隊；在延長賽中後援兩局無失分、無關勝負，最後藍鳥隊贏得比賽。1997年7月15日史密斯宣布退休，這場比賽成為他大聯盟生涯的最後一場比賽。
由於表現不佳加上已宣布退休，1997年9月25日博覽會隊釋出史密斯。儘管如此，堪薩斯皇家隊還是將史密斯簽為自由球員並邀請其參加1998年的春訓。但是由於史密斯拒絕開季時在小聯盟出賽，皇家隊釋出了他。之後史密斯又與休士頓太空人隊簽了小聯盟合約，但是在3A小聯盟的自責分率為7.00，最終再度退休。

## 職業生涯成績
投球
| 出賽 | 先發 | 勝投 | 敗投 | 自責分率 | 完成比賽 | 救援成功 | 投球局數 | 被安打 | 自責分 | 被全壘打 | 保送 | 三振 | WHIP值 |
| ---- | ---- | ---- | ---- | -------- | -------- | -------- | -------- | ------ | ------ | -------- | ---- | ---- | ------ |
| 1022 | 6    | 71   | 92   | 3.03     | 802      | 478      | 1289.3   | 1133   | 434    | 89       | 486  | 1251 | 1.256  |

## 退休後
在史密斯退休的兩年後，昔日的隊友迪克·提卓與2A球隊什里夫波特體育的經理傑克·海特提供了一個在舊金山巨人的小聯盟球隊當巡迴投手指導的工作，史密斯開心的同意了，因為地點就正好在他的家鄉。直到2009年為止史密斯仍在巨人隊工作。
2006年世界棒球經典賽，史密斯是南非棒球代表隊的投手教練，縱使南非隊贏得冠軍的賠率為20000比1。
史密斯於2003年成為了一對雙胞胎的父親，而他在前任婚姻也有三個孩子。

## 棒球名人堂候選
1995年，普立茲獎得主、體育作家吉姆·莫瑞認為史密斯是當時現役球員中最有機會入選棒球名人堂的球員，並描述他是「史上最佳的單局投手」。在史密斯退休後的兩年，許多人預測史密斯很有機會成為棒球名人堂後援投手的成員之一。不過當時棒球名人堂中只有霍伊特·威爾罕、羅利·芬格斯、丹尼斯·艾克斯利、瑞奇·哥薩奇和布魯斯·沙特為後援投手，而且只有沙特投球局數與先發次數比史密斯來的少。除此之外，菲格爾斯和艾克斯利皆獲得過最有價值球員，而沙特得過賽揚獎，但史密斯卻很少贏得這些重大獎項。在史密斯投球的年代，終結者都被指定只投單局；雖然史密斯與瑞奇·哥薩奇出賽都比1000次還多些，但是哥薩奇在職業生涯後期投超過500局，而史密斯在1982年到1989年間投球局數逐漸減少，1990年後每年的投球局數更從來沒超過75局。
2005年，統計員艾倫·施瓦茨認為史密斯入選的機率並不高，他使用Retrosheet的資料來比較歷史中優異的終結者，包括史密斯、艾克斯利、菲格爾斯、哥薩奇和沙特。史密斯的救援成功率（82%）、平均救援處理出局數（outs per save、3.72）、上場時已在壘上的跑者機率（average of inherited runners per game、.50）比艾克斯利好些（84%、3.33、.49），但卻大幅落後給其他選手；菲格爾斯、哥薩奇和沙特的平均救援處理出局數介於4.72和4.82之間，沙特上場時已在壘上的跑者機率為.67、其他兩位是.86，也表示了他們就援成功上的難度。
沙特於2006年6月進入名人堂。史密斯告訴記者關於自己入選的機率，談論到自己很困惑為何還沒有入選：「這困擾了我，我總是感受到挫折」。史密斯入選的最大阻撓可能是在同期票選中有其他顯著的後援投手：沙特比史密斯早九年進入票選，而哥薩奇比史密斯早三年進入票選——自2004年後他的票數逐漸增加，直到2008年入選名人堂。
要獲選進入棒球名人堂，必須有全美棒球記者協會75%以上的同意票；此外，如果該年得票率少於5%，就永久就喪失候選的資格。史密斯第一次有資格進入候選是他退休後的第五年，他的候選可持續到達2017年（假如他沒到達門檻的話）。2003年是史密斯第一次的候選，史密斯獲得了210張票，佔全部496張選票中的46%。2004年，他只獲得185票，佔全部506張選票的37%。2005年，獲得200票，佔全部516張選票中的39%。2006年，獲得234張票，得票率為45%。2007年，獲得217張票，得票率為40%。2008年，得票數為235張，得票率為43.3%。2009年與2010年的得票率分別爲44.5%與47.3%。

## 外部連結
- 球員資訊和成績在MLB ，ESPN ，Retrosheet ，Baseball Reference ，Baseball Reference (Minors) ，Fangraphs ，The Baseball Cube （英文）
- 2008年棒球名人堂候選（英文）
- 棒球圖書館 - 資料、生涯焦點（英文）
- SABR 參考書目（英文）
- 李·史密斯 在 Retrosheet（英文）

| 前任： 布魯斯·蘇特 約翰·佛朗哥   | 國家聯盟救援王 1983 1991-1992                  | 繼任： 布魯斯·蘇特 蘭迪·邁爾斯 |
| 前任： 約翰·佛朗哥               | 美國職棒大聯盟國聯年度最佳救援投手獎 1991-1992 | 繼任： 蘭迪·邁爾斯             |
| 前任： 傑夫·瑞登                 | 生涯救援成功紀錄保持人 1993–2006               | 繼任： 崔佛·霍夫曼             |
| 前任： 傑夫·蒙哥馬利 & 度恩·渥德 | 美國聯盟救援王 1994                            | 繼任： 荷西·梅薩               |
| 前任： 傑夫·蒙哥馬利             | 美國職棒大聯盟美聯年度最佳救援投手獎 1994      | 繼任： 荷西·梅薩               |